# Marc Seguin

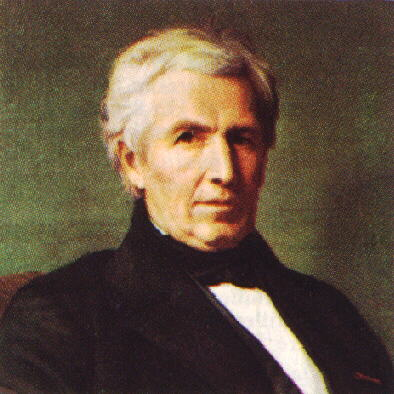
Marc Seguin.

Marc Seguin, född den 20 april 1786 i Annonay, död där den 24 februari 1875, var en fransk ingenjör. Han var en yngre släkting till bröderna Montgolfier.
Seguin intar en plats i teknikens historia som konstruktör av hängbroar och ånglok. Hans namn tillhör de 72 som är ingraverade på Eiffeltornet.
Som Montgolfiersläkting blev han 1860 ägare till Canson & Montgolfier, en av Frankrikes då största papperstillverkare.